# 나가시마 히로아키
나가시마 히로아키(일본어: 長島 裕明, 1967년 3월 22일 ~ )는 일본의 전 축구 선수, 감독이다.

## 구단 경력
1989년부터 1991년까지 일본 사커 리그의 후지타 공업에서 뛰었다. 

## 지도자 경력
2016년 도쿠시마 보르티스의 감독으로 취임하였다.